# مديرية الزاهر

تعديل مصدري - تعديل

مديرية الزاهر هي إحدى مديريات محافظة البيضاء في وسط اليمن، تقع على طريق البيضاء-يافع، وهي حلقة وصل بين محافظتي لحج والبيضاء.